# World War III
World War III – demo speed metalowego zespołu Exciter wydane w 1982 roku.

## Lista utworów
1. „World War III” – 3:25
2. „I'll Never Forget (Sail On)” – 5:05
3. „Vindicator”
4. „Fall Like an Angel”

## Twórcy
Exciter w składzie
- Dan Beehler – perkusja, śpiew
- John Ricci – gitara
- Allan Johnson – gitara basowa